# A90 (motorväg, Italien)
A90, GRA eller Grande Raccordo Anulare, är en cirka 68 km lång motorväg i Italien som går runt Rom. Motorvägen kallas Il Raccordo och inga vägskyltar med A90 finns uppsatta.
A90 började byggas 1948 och planerades att ligga 11,4 km från Roms centrum, Campidoglio. Först 1970 var cirkeln helt sluten. Vägen har kontinuerligt breddats och 2009 blev den 6 filig. A90 är den viktigaste vägen i Rom och den trafikeras av 160 000 fordon per dag (2009). Den har 14 tunnlar, fem rastplatser och 42 avfarter vilka har namn efter den väg den korsar. Avfart nummer 1 är den som korsar Via Aurelia. Motorvägen är tullfri.

## Andra ringledsmotorvägar
- Boulevard Périphérique, Paris.
- M25, London.
- M-30, Madrid
- Moskvas ringled, Moskva.
- A10, Berlin
- M0, Budapest
- Ringled runt Belgrad